# Clusiosoma nigripenne
Clusiosoma nigripenne är en tvåvingeart som beskrevs av Hardy 1986. Clusiosoma nigripenne ingår i släktet Clusiosoma och familjen borrflugor. Inga underarter finns listade i Catalogue of Life.